# Pareuthymia obscura
Pareuthymia obscura är en insektsart som beskrevs av Willemse, C. 1938. Pareuthymia obscura ingår i släktet Pareuthymia och familjen gräshoppor. Inga underarter finns listade i Catalogue of Life.